# 市山镇
市山镇，是中华人民共和国江西省抚州市南丰县下辖的一个乡镇级行政单位。

## 行政区划
市山镇下辖以下地区：
市山村、西村、梅溪村、考坑村、官庄村、官塘村、坪埠村、贯巢村、竹源村、丹坛村、耀里村、石谦村、前山村、罗溪村、梓和村、翠云村、包坊村、沙岗村、陶田村、胡坑村、进贤村、操坊村、新建村和熊坊村。